# Примьеро-Сан-Мартино-ди-Кастроцца
Примье́ро-Сан-Марти́но-ди-Кастро́цца (итал. Primiero San Martino di Castrozza) — коммуна в Италии, расположена в автономной области Трентино-Альто-Адидже, подчиняется административному центру Тренто.
Население коммуны, на 01.01.2024 года, составляло 5113 человек, плотность населения ─ 25,56 чел./км². Коммуна занимает площадь 200,04 км². Почтовый индекс — 38054. Телефонный код — 0439.
В коммуне 15 августа особо празднуется Успение Пресвятой Богородицы.

## История
Новая коммуна Примьеро-Сан-Мартино-ди-Кастроцца была образована 1 января 2016 года в результате слияния соседних муниципалитетов Фьера-ди-Примьеро, Сирор, Тонадико, Трансаккуа.

## Демография
Динамика населения (сумма населений всех объединённых коммун):